# Петров, Леонтий Степанович
Леонтий Степанович Петров (1909—1986) — советский работник сельского хозяйства, агроном, Герой Социалистического Труда.

## Биография
Родился 20 сентября 1909 года в бедной чувашской семье Российской империи.
Рано лишился родителей. В 1930 году, после окончания Чистопольского сельскохозяйственного техникума, начал работать в Октябрьском районе Татарской АССР участковым агрономом Нурлатской МТС. Был членом ВЛКСМ, участвовал в организации колхозов и подготовке кадров сельских механизаторов. Затем, до 1941 года, работал в совхозе «МЮД» Аксубаевского района республики.
С началом Великой Отечественной войны Леонтий Степанович ушёл на фронт, где заслужил боевые награды.
В феврале 1945 года, как грамотный агроном, был направлен в только что освобожденную от немцев Курскую область — возрождать земледелие и преподавать сельхознауки в специальной школе. Здесь он пробыл до 1948 года. Затем вернулся в родные края и стал в 1948 году главным агрономом Старо-Тимошкинской МТС. Затем до 1966 года работал главным агрономом колхозов «Большевик» и «Победа» Аксубаевского района. Умело применяя агротехнику и организовав агротехническую учёбу колхозников, Л. С. Петров добился наращивания валового сбора зерна хозяйствами. Так урожайность зерновых в 1961—1965 годах выросла с 12 до 18 центнеров с гектара.
После выхода на пенсию отдыхал. Умер 10 июля 1986 года. Похоронен в городе Нижнекамске.

## Награды
- В 1966 году Л. С. Петров Указом Президиума Верховного Совета СССР был удостоен звания Героя Социалистического Труда с вручением ордена Ленина и золотой медали «Серп и Молот».
- Награждён также медалями.
- Удостоен почётных званий заслуженного агронома РСФСР и ТАССР.